# 25455 Anissamak
25455 Anissamak è un asteroide della fascia principale. Scoperto nel 1999, presenta un'orbita caratterizzata da un semiasse maggiore pari a 2,4174929 UA e da un'eccentricità di 0,0751330, inclinata di 5,29748° rispetto all'eclittica.